# Massira (Marrakech)
Massira (arabe :  المسيرة, berbère : ⵎⴰⵙⵉⵔⴰ), ou Hay Al Massira (aussi administrativement connu sous le nom de Hay Hassani) est un secteur de Marrakech constitué de plusieurs petits quartiers et lotissements. Il est situé dans l'arrondissement Menara situé à l'ouest de l'agglomération.
Le secteur de Massira est délimité au nord par les quartiers d'Inara et de Hay Sofia, relevant plutôt du secteur de Targa, à l'est par la voie ferrée, à l'ouest par l'hippodrome et les fermes environnantes, au-delà desquelles se trouve le quartier El Afak, et au sud par la RN8, aussi connue sous le nom de route d'Agadir et d'Essaouira. Au sens élargi, Massira englobe également certains quartiers au sud de la RN8, notamment Socoma, Azli et Iziki.

## Histoire
Le quartier est né dans les années 1980, avec la volonté d'étendre la ville de Marrakech le long de deux pénétrantes : la route d'Agadir (RN8), et l'avenue El Mouqaouama (route d'El Afak). L'urbanisme des trois grands quartiers de Massira (I, II et III) atteste d'un certain degré de planification : les avenues sont larges, la monotonie est rompue par des axes de circulation obliques dessinant des blocs d'habitation aux formes biseautées et les autorités municipales cherchent à instaurer une mixité tant dans les types de logements que dans les catégories socio-professionnelles investissant les nouveaux quartiers. L'odonymie reflète l'atmosphère de l'époque, avec une alternance de noms évoquant tantôt la lutte nationaliste, tantôt le Sahara érigé en cause sacrée, ou encore la Palestine, cause chère à Hassan II.

### Origine du nom
Hay Al Massira est un toponyme très répandu au Maroc, désignant des quartiers dans la plupart des villes marocaines. Il signifie "la marche" et rend hommage à la Marche verte, temps fort de l'histoire contemporaine marocaine.

## Habitat
Massira est un secteur principalement composé de quartiers populaires et de classe moyenne. C'est par ailleurs un secteur largement résidentiel. La plupart des commerces sont concentrés le long des avenues Dakhla et Hassan II (à ne pas confondre avec l'avenue homonyme de Guéliz. Les immeubles sont pour la plupart concentrés dans le quartier de Massira II et dans celui, plus récent, d'Abwab, situé dans le prolongement occidental de Massira. Massira I est plutôt dominé par les maisons individuelles typiques des quartiers populaires marocains. Massira III, au nord-ouest, est quant à lui dominé par des maisons et villas de standing plus élevé.

### Liste des quartiers, lotissements et douars
- Massira I
- Massira II
- Massira III
- Abwab Marrakech
- Hay Al Bahja
- Douar Sidi M'bark
- Douar Lahrach
- Les quartiers Socoma, Azli et Iziki au sud de la RN8.

## Transports
- En 2019, le quartier était desservi par la ligne A du BHNS de Marrakech[2] et par les lignes de bus suivantes :
  - L3 (Arset El Bilk - Abwab Marrakech)
  - L5 (Arset El Bilk - Doha)
  - L6 (Bab Ghmat - Massira 3)
  - L9 (Douar Dlam - Massira 3)
  - L10 (Arset El Bilk - Massira 3)
  - L13 (Izdihar - Massira 3)
  - L21 (Mhamid - Hay Hassani)
  - L22 (Bab Doukkala - Sidi Zouine)
  - L23 (Bab Doukkala - Souihla) à proximité
  - L27 (Bab Doukkala - Douar Jamaa)
  - L43 (Bab Doukkala - Chichaoua)
  - L66 (Arset El Bilk - Socoma) à proximité